# Sibirina orthospora
Sibirina orthospora är en svampart som beskrevs av W. Gams 1973. Sibirina orthospora ingår i släktet Sibirina och familjen Hypocreaceae.   Inga underarter finns listade i Catalogue of Life.